# Strada Eugeniu Carada
Strada Eugeniu Carada este situată în centrul istoric al municipiului București, în sectorul 3. 
Denumirea străzii a fost dată în memoria lui Eugeniu Carada (n. 29 noiembrie 1836, Craiova – d. 10 februarie 1910, București), economist politic și scriitor român, întemeitor în 1880, alături de Ion C. Brătianu a Băncii Naționale a României.

## Descriere
Strada este orientată de la sud spre nord și se desfășoară pe o lungime de 150 de metri între strada Lipscani și strada Doamnei.

## Monumente și clădiri
Pe partea dreaptă a străzii este latura de vest a Băncii Naționale a României, clădire care este înscrisă pe Lista monumentelor istorice 2010 - Municipiul București - la nr. crt. 853, cod LMI B-II-m-A-18588.
La intersecția cu strada Lipscani, lângă Banca Națională, a fost dezvelit în 9 septembrie 2013 monumentul lui Eugeniu Carada, monument care fusese demolat în perioada comunistă.
La numărul 3 se află sediul central al instituției Avocatul Poporului și între numerele 3 și 5 este intrarea în Pasajul Macca-Vilacrosse (cod LMI B-II-a-A-19837), care face legătura cu Calea Victoriei.

## Galerie de imagini

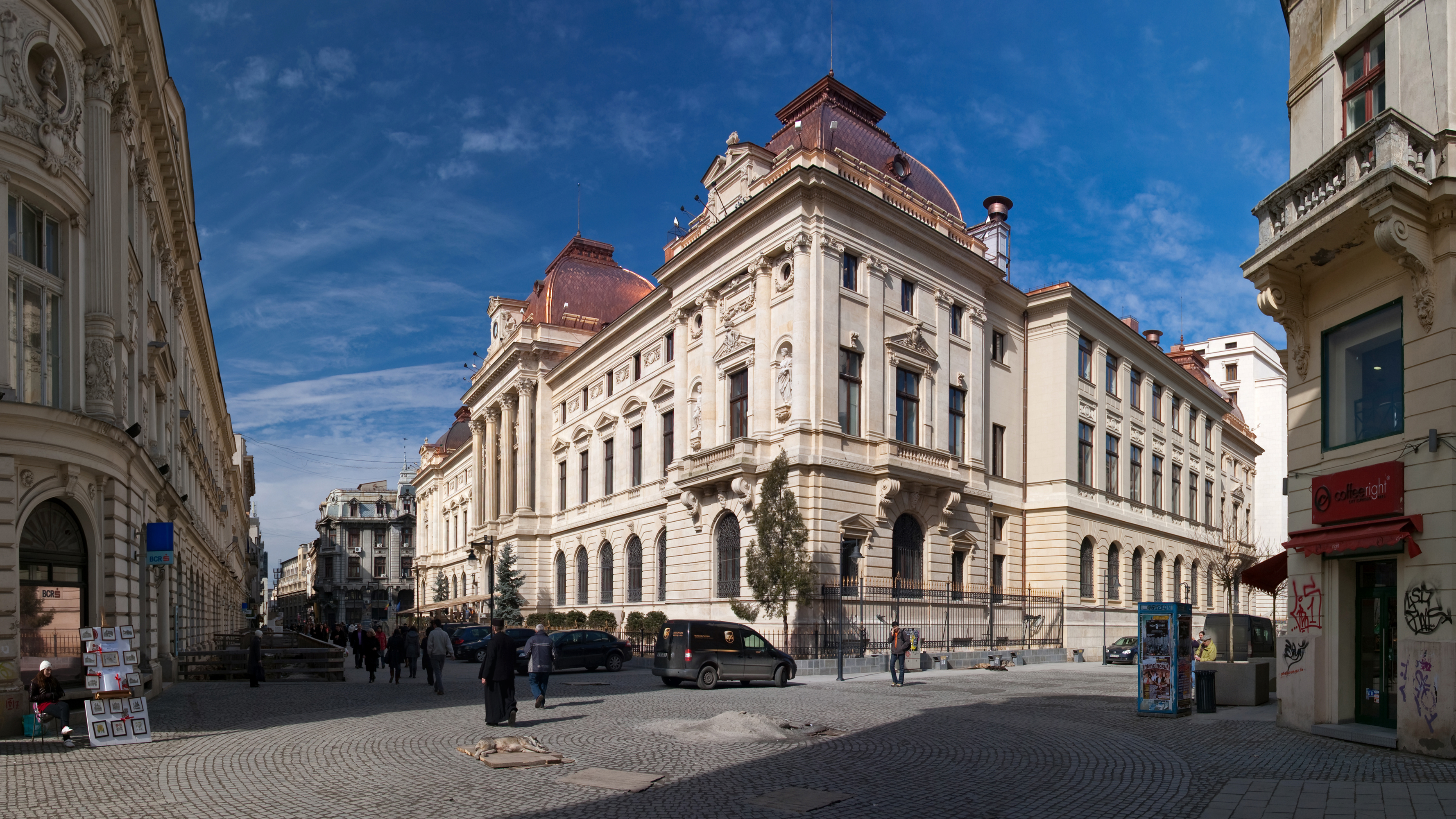
Banca Națională a României, corp vechi
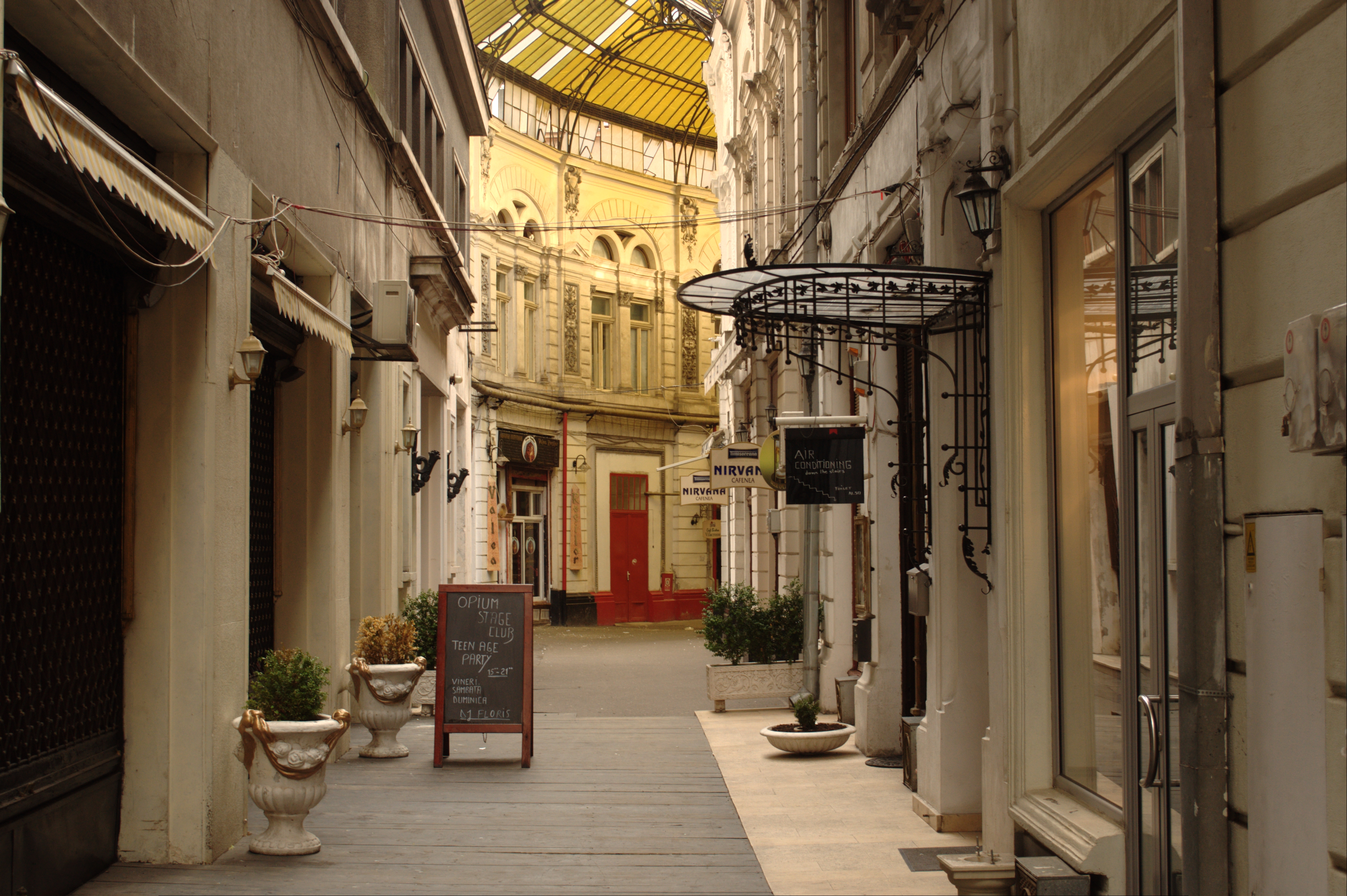
Ansamblul de arhitectura "Pasajul Macca-Villacrosse" (1891)

## Legături externe
- Strada Eugeniu Carada pe hartă
- Strada Eugeniu Carada la Flickr.com